# Hockey su ghiaccio ai XIII Giochi olimpici invernali
Il torneo di hockey su ghiaccio dei XIII Giochi olimpici invernali del 1980 a Lake Placid, Stato di New York, si svolse dal 12 al 24 febbraio 1980 e vi parteciparono 12 squadre.
Intitolate a partecipare furono le otto squadre del gruppo A dei Campionato mondiale di hockey su ghiaccio 1979, oltre alle migliori quattro del gruppo B. Tuttavia la Germania Est (seconda del gruppo B) ritirò la partecipazione e, dopo il ritiro anche della Svizzera (quinta del gruppo B), l'ultimo posto fu preso dal Giappone (sesto del gruppo B)
La formula del torneo venne cambiata rispetto al passato. Furono formati due gironi eliminatori da sei squadre ciascuno: le prime due di ogni girone vennero ammesse al girone che assegnava le medaglie. Le due terze si incontrarono in una finale per il quinto posto.
Il torneo di questa edizione vide la più grande sorpresa dopo la vittoria della Gran Bretagna di Berlino 1936. I padroni di casa vinsero il loro secondo oro olimpico sconfiggendo la favorita Unione Sovietica nella partita chiave del girone che poi è stata soprannominata "miracolo sul ghiaccio". Cecoslovacchia e Canada delusero le aspetattive e non riuscirono a qualificarsi per il girone delle medaglie e si sfidarono per il quinto posto, per il Canada fu il peggior risultato di tutte le edizioni dei Giochi olimpici e dei Campionati del mondo.

## Risultati

### Fase a gironi

#### Gruppo A
| Pos. | Nazionale        | Pt | G | V | N | P | GF | GS | DR  |
| ---- | ---------------- | -- | - | - | - | - | -- | -- | --- |
| 1.   | Unione Sovietica | 10 | 5 | 5 | 0 | 0 | 51 | 11 | +40 |
| 2.   | Finlandia        | 6  | 5 | 3 | 0 | 2 | 26 | 18 | +8  |
| 3.   | Canada           | 6  | 5 | 3 | 0 | 2 | 28 | 12 | +16 |
| 4.   | Polonia          | 4  | 5 | 2 | 0 | 3 | 15 | 23 | -8  |
| 5.   | Paesi Bassi      | 3  | 5 | 1 | 1 | 3 | 16 | 43 | -27 |
| 6.   | Giappone         | 1  | 5 | 0 | 1 | 4 | 7  | 36 | -29 |

| Lake Placid 12 febbraio 1980, ore 13:00 UTC-4 | Canada       | 10 – 1 (1–2, 0–2, 0–6) | Paesi Bassi | Olympic Fieldhouse\| Arbitro: \| Ulf Lindgren \| |
| Arbitro:                                      | Ulf Lindgren |                        |             |                                                  |

| Lake Placid 12 febbraio 1980, ore 20:00 UTC-4 | Finlandia    | 4 – 5 (1–0, 4–3, 0–1) | Polonia | Olympic Arena\| Arbitro: \| Bernie Haley \| |
| Arbitro:                                      | Bernie Haley |                       |         |                                             |

| Lake Placid 12 febbraio 1980, ore 20:40 UTC-4 | Giappone       | 0 – 16 (0–8, 0–5, 0–3) | Unione Sovietica | Olympic Fieldhouse\| Arbitro: \| Josef Kompalla \| |
| Arbitro:                                      | Josef Kompalla |                        |                  |                                                    |

| Lake Placid 14 febbraio 1980, ore 16:30 UTC-4 | Paesi Bassi    | 4 – 17 (1–8, 1–7, 2–2) | Unione Sovietica | Olympic Arena\| Arbitro: \| Vladimir Šubrt \| |
| Arbitro:                                      | Vladimir Šubrt |                        |                  |                                               |

| Lake Placid 14 febbraio 1980, ore 17:00 UTC-4 | Polonia        | 1 – 5 (0–1, 1–2, 0–2) | Canada | Olympic Fieldhouse\| Arbitro: \| Josef Kompalla \| |
| Arbitro:                                      | Josef Kompalla |                       |        |                                                    |

| Lake Placid 14 febbraio 1980, ore 20:00 UTC-4 | Giappone     | 3 – 6 (0–2, 2–2, 1–2) | Finlandia | Olympic Arena\| Arbitro: \| Bernie Haley \| |
| Arbitro:                                      | Bernie Haley |                       |           |                                             |

| Lake Placid 16 febbraio 1980, ore 16:30 UTC-4 | Giappone       | 3 – 3 (3–1, 0–1, 0–1) | Paesi Bassi | Olympic Arena\| Arbitro: \| Vladimir Šubrt \| |
| Arbitro:                                      | Vladimir Šubrt |                       |             |                                               |

| Lake Placid 16 febbraio 1980, ore 16:30 UTC-4 | Unione Sovietica | 8 – 1 (5–1, 1–0, 2–0) | Polonia | Olympic Fieldhouse\| Arbitro: \| Jim Neagles \| |
| Arbitro:                                      | Jim Neagles      |                       |         |                                                 |

| Lake Placid 16 febbraio 1980, ore 20:30 UTC-4 | Canada       | 3 – 4 (1–2, 0–1, 2–1) | Finlandia | Olympic Fieldhouse\| Arbitro: \| Ulf Lindgren \| |
| Arbitro:                                      | Ulf Lindgren |                       |           |                                                  |

| Lake Placid 18 febbraio 1980, ore 13:00 UTC-4 | Canada      | 8 – 0 (2–0, 2–0, 2–0) | Giappone | Olympic Arena\| Arbitro: \| Jim Neagles \| |
| Arbitro:                                      | Jim Neagles |                       |          |                                            |

| Lake Placid 18 febbraio 1980, ore 16:30 UTC-4 | Paesi Bassi    | 5 – 3 (3–1, 2–1, 0–1) | Polonia | Olympic Arena\| Arbitro: \| Josef Kompalla \| |
| Arbitro:                                      | Josef Kompalla |                       |         |                                               |

| Lake Placid 18 febbraio 1980, ore 17:00 UTC-4 | Finlandia    | 2 – 5 (1–0, 0–1, 1–3) | Unione Sovietica | Olympic Fieldhouse\| Arbitro: \| Bernie Haley \| |
| Arbitro:                                      | Bernie Haley |                       |                  |                                                  |

| Lake Placid 20 febbraio 1980, ore 16:30 UTC-4 | Polonia      | 5 – 1 (3–0, 1–0, 1–1) | Giappone | Olympic Arena\| Arbitro: \| Ulf Lindgren \| |
| Arbitro:                                      | Ulf Lindgren |                       |          |                                             |

| Lake Placid 20 febbraio 1980, ore 21:10 UTC-4 | Unione Sovietica | 6 – 4 (1–1, 1–2, 4–1) | Canada | Olympic Fieldhouse\| Arbitro: \| Jim Neagles \| |
| Arbitro:                                      | Jim Neagles      |                       |        |                                                 |

| Lake Placid 20 febbraio 1980, ore 21:10 UTC-4 | Finlandia      | 10 – 3 (2–1, 2–1, 6–1) | Paesi Bassi | Olympic Arena\| Arbitro: \| Josef Kompalla \| |
| Arbitro:                                      | Josef Kompalla |                        |             |                                               |

#### Gruppo B
| Pos. | Nazionale      | Pt | G | V | N | P | GF | GS | DR  |
| ---- | -------------- | -- | - | - | - | - | -- | -- | --- |
| 1.   | Svezia         | 9  | 5 | 4 | 1 | 0 | 26 | 7  | +19 |
| 2.   | Stati Uniti    | 9  | 5 | 4 | 1 | 0 | 25 | 10 | +15 |
| 3.   | Cecoslovacchia | 6  | 5 | 3 | 0 | 2 | 34 | 16 | +18 |
| 4.   | Romania        | 3  | 5 | 1 | 1 | 3 | 13 | 29 | -16 |
| 5.   | Germania Ovest | 2  | 5 | 1 | 0 | 4 | 21 | 30 | -9  |
| 6.   | Norvegia       | 1  | 5 | 0 | 1 | 4 | 9  | 36 | -27 |

| Lake Placid 12 febbraio 1980, ore 13:16 UTC-4 | Cecoslovacchia     | 11 – 0 (0–0, 5–0, 6–0) | Norvegia | Olympic Arena\| Arbitro: \| Karl-Gustav Kaisla \| |
| Arbitro:                                      | Karl-Gustav Kaisla |                        |          |                                                   |

| Lake Placid 12 febbraio 1980, ore 16:30 UTC-4 | Romania     | 8 – 0 (1–1, 2–3, 3–0) | Germania Ovest | Olympic Arena\| Arbitro: \| Jim Neagles \| |
| Arbitro:                                      | Jim Neagles |                       |                |                                            |

| Lake Placid 12 febbraio 1980, ore 17:21 UTC-4 | Svezia            | 2 – 2 (1–0, 0–1, 1–1) | Stati Uniti | Olympic Fieldhouse\| Arbitro: \| Viktor Dombrovski \| |
| Arbitro:                                      | Viktor Dombrovski |                       |             |                                                       |

| Lake Placid 14 febbraio 1980, ore 21:10 UTC-4 | Romania            | 0 – 8 (0–3, 0–4, 0–1) | Svezia | Olympic Arena\| Arbitro: \| Karl-Gustav Kaisla \| |
| Arbitro:                                      | Karl-Gustav Kaisla |                       |        |                                                   |

| Lake Placid 14 febbraio 1980, ore 13:30 UTC-4 | Norvegia          | 4 – 10 (2–5, 1–3, 1–2) | Germania Ovest | Olympic Fieldhouse\| Arbitro: \| Viktor Dombrovski \| |
| Arbitro:                                      | Viktor Dombrovski |                        |                |                                                       |

| Lake Placid 14 febbraio 1980, ore 20:30 UTC-4 | Stati Uniti  | 10 – 3 (2–2, 2–0, 3–1) | Cecoslovacchia | Olympic Fieldhouse\| Arbitro: \| Ulf Lindgren \| |
| Arbitro:                                      | Ulf Lindgren |                        |                |                                                  |

| Lake Placid 16 febbraio 1980, ore 13:00 UTC-4 | Stati Uniti        | 5 – 1 (0–1, 3–0, 2–0) | Norvegia | Olympic Arena\| Arbitro: \| Karl-Gustav Kaisla \| |
| Arbitro:                                      | Karl-Gustav Kaisla |                       |          |                                                   |

| Lake Placid 16 febbraio 1980, ore 13:00 UTC-4 | Romania        | 2 – 7 (0–2, 1–3, 1–2) | Cecoslovacchia | Olympic Fieldhouse\| Arbitro: \| Josef Kompalla \| |
| Arbitro:                                      | Josef Kompalla |                       |                |                                                    |

| Lake Placid 16 febbraio 1980, ore 20:00 UTC-4 | Svezia            | 5 – 2 (1–0, 4–1, 0–1) | Germania Ovest | Olympic Fieldhouse\| Arbitro: \| Viktor Dombrovski \| |
| Arbitro:                                      | Viktor Dombrovski |                       |                |                                                       |

| Lake Placid 18 febbraio 1980, ore 21:10 UTC-4 | Norvegia       | 1 – 7 (0–2, 0–4, 1–1) | Svezia | Olympic Arena\| Arbitro: \| Vladimir Šubrt \| |
| Arbitro:                                      | Vladimir Šubrt |                       |        |                                               |

| Lake Placid 18 febbraio 1980, ore 20:00 UTC-4 | Germania Ovest     | 3 – 11 (1–5, 0–5, 2–1) | Cecoslovacchia | Olympic Arena\| Arbitro: \| Karl-Gustav Kaisla \| |
| Arbitro:                                      | Karl-Gustav Kaisla |                        |                |                                                   |

| Lake Placid 18 febbraio 1980, ore 21:10 UTC-4 | Stati Uniti       | 7 – 2 (2–0, 2–1, 3–1) | Romania | Olympic Fieldhouse\| Arbitro: \| Viktor Dombrovski \| |
| Arbitro:                                      | Viktor Dombrovski |                       |         |                                                       |

| Lake Placid 20 febbraio 1980, ore 13:10 UTC-4 | Norvegia       | 3 – 3 (1–1, 0–1, 2–1) | Romania | Olympic Arena\| Arbitro: \| Vladimir Šubrt \| |
| Arbitro:                                      | Vladimir Šubrt |                       |         |                                               |

| Lake Placid 20 febbraio 1980, ore 13:30 UTC-4 | Cecoslovacchia     | 2 – 4 (0–2, 0–1, 2–1) | Svezia | Olympic Fieldhouse\| Arbitro: \| Karl-Gustav Kaisla \| |
| Arbitro:                                      | Karl-Gustav Kaisla |                       |        |                                                        |

| Lake Placid 20 febbraio 1980, ore 20:30 UTC-4 | Germania Ovest | 2 – 4 (2–0, 0–2, 0–2) | Stati Uniti | Olympic Arena\| Arbitro: \| Bernie Haley \| |
| Arbitro:                                      | Bernie Haley   |                       |             |                                             |

### Fase finale

#### Finale per il 5º posto
| Lake Placid 22 febbraio 1980, ore 13:30 UTC-4 | Cecoslovacchia    | 6 – 1 (5-0, 0-1, 1-0) | Canada | Olympic Fieldhouse\| Arbitro: \| Viktor Dombrovski \| |
| Arbitro:                                      | Viktor Dombrovski |                       |        |                                                       |

#### Girone finale
| Pos. | Nazionale        | Pt | G | V | N | P | GF | GS | DR |
| ---- | ---------------- | -- | - | - | - | - | -- | -- | -- |
| 1    | Stati Uniti      | 5  | 3 | 2 | 1 | 0 | 10 | 7  | +3 |
| 2    | Unione Sovietica | 4  | 3 | 2 | 0 | 1 | 16 | 7  | +9 |
| 3    | Svezia           | 2  | 3 | 0 | 2 | 1 | 4  | 14 | -7 |
| 4    | Finlandia        | 1  | 3 | 0 | 1 | 2 | 7  | 11 | -4 |

| Lake Placid 22 febbraio 1980, ore 17:00 UTC-4 | Stati Uniti        | 4 – 3 (2–2, 0–1, 2–0) | Unione Sovietica | Olympic Fieldhouse\| Arbitro: \| Karl-Gustav Kaisla \| |
| Arbitro:                                      | Karl-Gustav Kaisla |                       |                  |                                                        |

| Lake Placid 22 febbraio 1980, ore 20:42 UTC-4 | Finlandia   | 3 – 3 (1–0, 1–1, 1–2) | Svezia | Olympic Fieldhouse\| Arbitro: \| Jim Neagles \| |
| Arbitro:                                      | Jim Neagles |                       |        |                                                 |

| Lake Placid 24 febbraio 1980, ore 11:00 UTC-4 | Stati Uniti    | 4 – 2 (0–1, 1–1, 3–0) | Finlandia | Olympic Fieldhouse\| Arbitro: \| Vladimir Šubrt \| |
| Arbitro:                                      | Vladimir Šubrt |                       |           |                                                    |

| Lake Placid 24 febbraio 1980, ore 14:30 UTC-4 | Svezia       | 2 – 9 (0–4, 0–5, 2–0) | Unione Sovietica | Olympic Fieldhouse\| Arbitro: \| Bernie Haley \| |
| Arbitro:                                      | Bernie Haley |                       |                  |                                                  |

### Classifica finale
| Pos | Squadra          | Rosa |
| --- | ---------------- | --- |
|     | Stati Uniti      | Formazione: Bill Baker, Neal Broten, David Christian, Steven Christoff, Jim Craig, Mike Eruzione, John Harrington, Steve Janaszak, Mark Johnson, Robert McClanahan, Kenneth Morrow, John O'Callahan, Mark Pavelich, Mike Ramsey, William Schneider, David Silk, Robert Suter, Eric Strobel, Philip Verchota, Mark Wells |
|     | Unione Sovietica | Formazione: Helmut Balderis, Zinėtula Biljaletdinov, Valerij Charlamov, Vjačeslav Fetisov, Alexander Golikov, Vladimir Golikov, Aleksej Kasatonov, Vladimir Evgenjevitsch Krutov, Juri Lebedev, Sergej Makarov, Aleksandr Mal'cev, Boris Mikhailov, Vladimir Myškin, Vladimir Pervuchin, Vladimir Vladimirovitsch Petrov, Alexander Skvorzov, Sergej Starikov, Valeri Ivanovitsch Vasiljev, Viktor Schluktov, Vladislav Tret'jak |
|     | Svezia           | Formazione:Mats Aahlberg, Sture Andersson, Bo Berglund, Jan Eriksson, Lars Eriksson, Thomas Eriksson, Leif Holmgren, Tomas Jonsson, Per-Eric Lindbergh, Bengt Lundholm, Per Lundqvist, William Löfqvist, Lars Molin, Mats Näslund, Lennart Norberg, Tommy Samuelsson, Dan Söderström, Mats Waltin, Ulf Weinstock |
| 4.  | Finlandia        | |
| 5.  | Cecoslovacchia   | |
| 6.  | Canada           | |
| 7.  | Polonia          | |
| 8.  | Romania          | |
| 9.  | Paesi Bassi      | |
| 10. | Germania Ovest   | |
| 11. | Norvegia         | |
| 12. | Giappone         | |